# Kia Cadenza
Der Kia Cadenza, in Südkorea als Kia K7 bezeichnet, ist eine Limousine der Oberen Mittelklasse und ersetzte ab 2010 den Opirus. Er wurde am 24. November 2009 im südkoreanischen Seoul präsentiert und kam 2010 in den Handel. Er teilt sich die Frontantriebsplattform mit dem Hyundai Grandeur. Der neue Name Cadenza ist vom musikalischen Begriff Kadenz abgeleitet und wurde im Zuge der Neubenennung der Modellpalette eingeführt, die Kia auch schon früher zum Beginn eines neuen Jahrzehnts vornahm.
Im Februar 2021 präsentierte Kia das Nachfolgemodell K8.

## 1. Generation, VG (2009–2016)
Die Produktion der ersten Generation begann im November 2009 im südkoreanischen Hwasung, der Export ab März 2010 nach Süd- und Mittelamerika, Asien (außer China), Ozeanien, dem Nahen Osten und Afrika. Seit Juni 2010 wird der Cadenza auch in China angeboten, nach Europa kam das Modell nicht. Gestaltet wurde der Cadenza vom neuen Kia-Chefdesigner Peter Schreyer, der zuvor bereits für Audi gearbeitet hat.

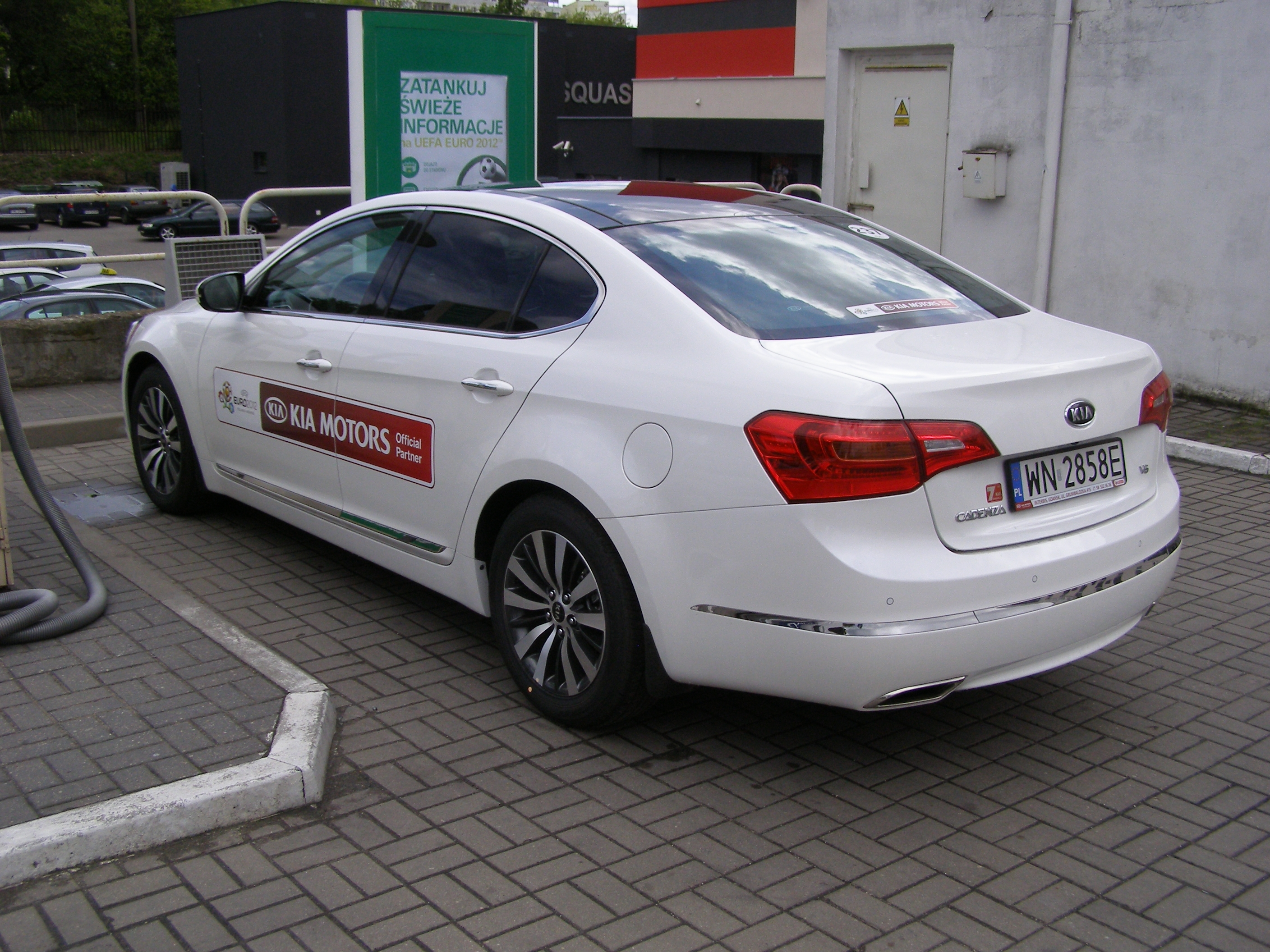
Heckansicht
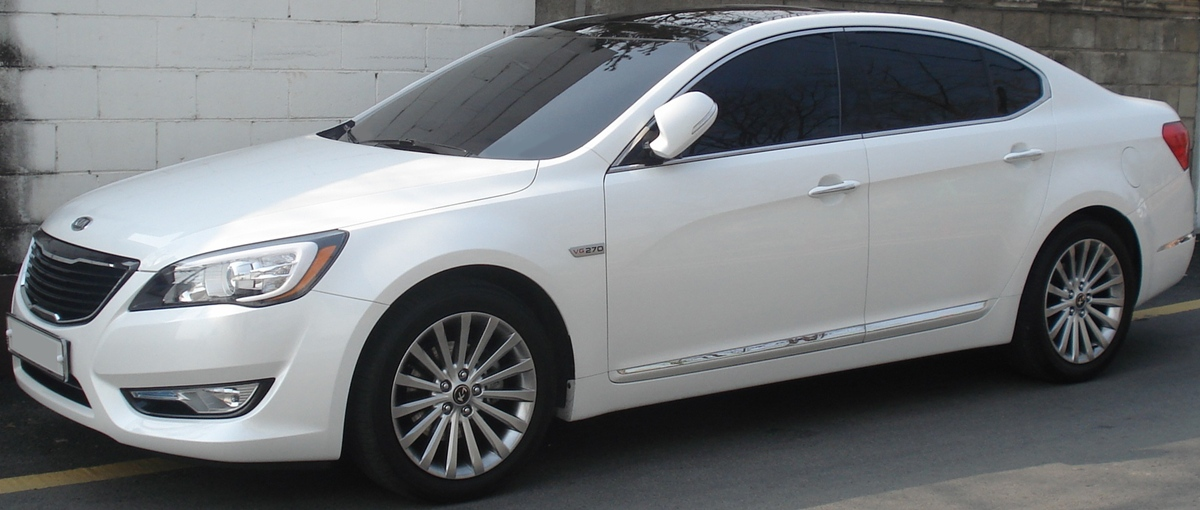
Kia K7
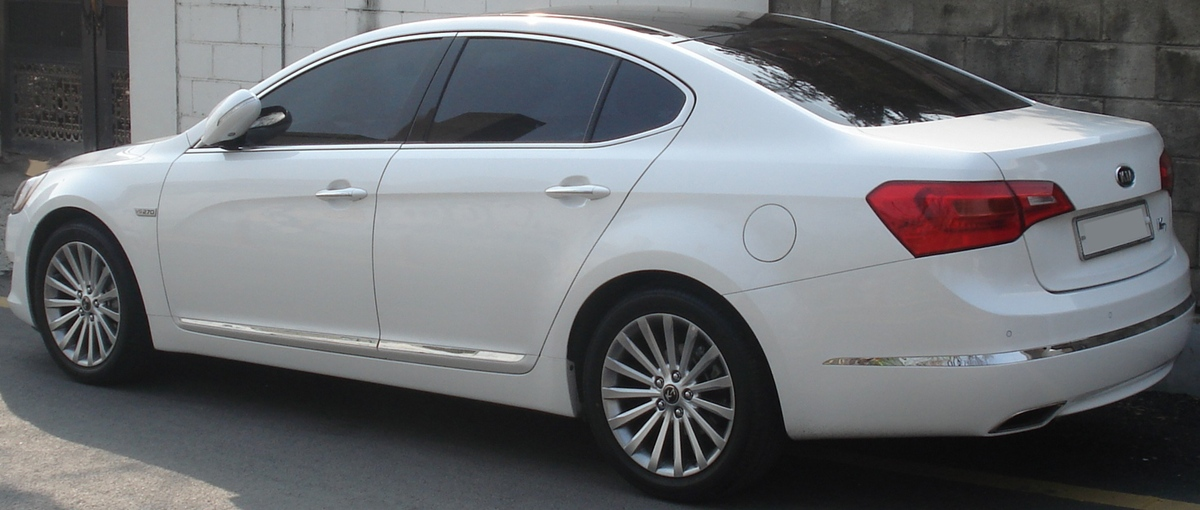
Heckansicht

Die Motorenpalette des Fronttrieblers reicht von einem 2-Liter-Theta-II-Vierzylinder mit 121 kW (165 PS) bis zu einem 3,5-Liter-Lambda-II-V6. Letzterer produziert eine Leistung von 213 kW (290 PS) bei 6600 /min und erreicht ein maximales Drehmoment von 338 Nm bei 5000 /min. Diese Leistungsstufe des Motors ist nur im Cadenza verfügbar und wird über eine um 400 Umdrehungen höhere Drehzahl erreicht. Die Kraftübertragung erfolgt durch eine 6-Stufen-Automatik mit zusätzlichem manuellen Schaltmodus. Damit beschleunigt der Cadenza in 7,2 Sekunden von 0–100 km/h und erreicht eine Höchstgeschwindigkeit von 230 km/h. Der Verbrauch wird mit 9,4 Litern auf 100 km angegeben.

### Technische Daten
| Modell                          | 2.4                | 3.5                |
| Zylinderzahl                    | R4                 | V6                 |
| Hubraum (cm³)                   | 2359               | 3470               |
| Max. Leistung (kW/PS)           | 132/180 bei 6000   | 213/290 bei 6600   |
| Max. Drehmoment (Nm)            | 231 bei 4000       | 338 bei 5000       |
| Getriebe (Serienmäßig)          | 6-Stufen-Automatik | 6-Stufen-Automatik |
| Höchstgeschwindigkeit (km/h)    |                    | 230                |
| Beschleunigung (0–100 km/h)     |                    | 7,2 s              |
| Verbrauch kombiniert (l/100 km) |                    | 9,4 l Super        |
| Tankinhalt                      |                    | 70 l               |

## 2. Generation YG (2016–2021)

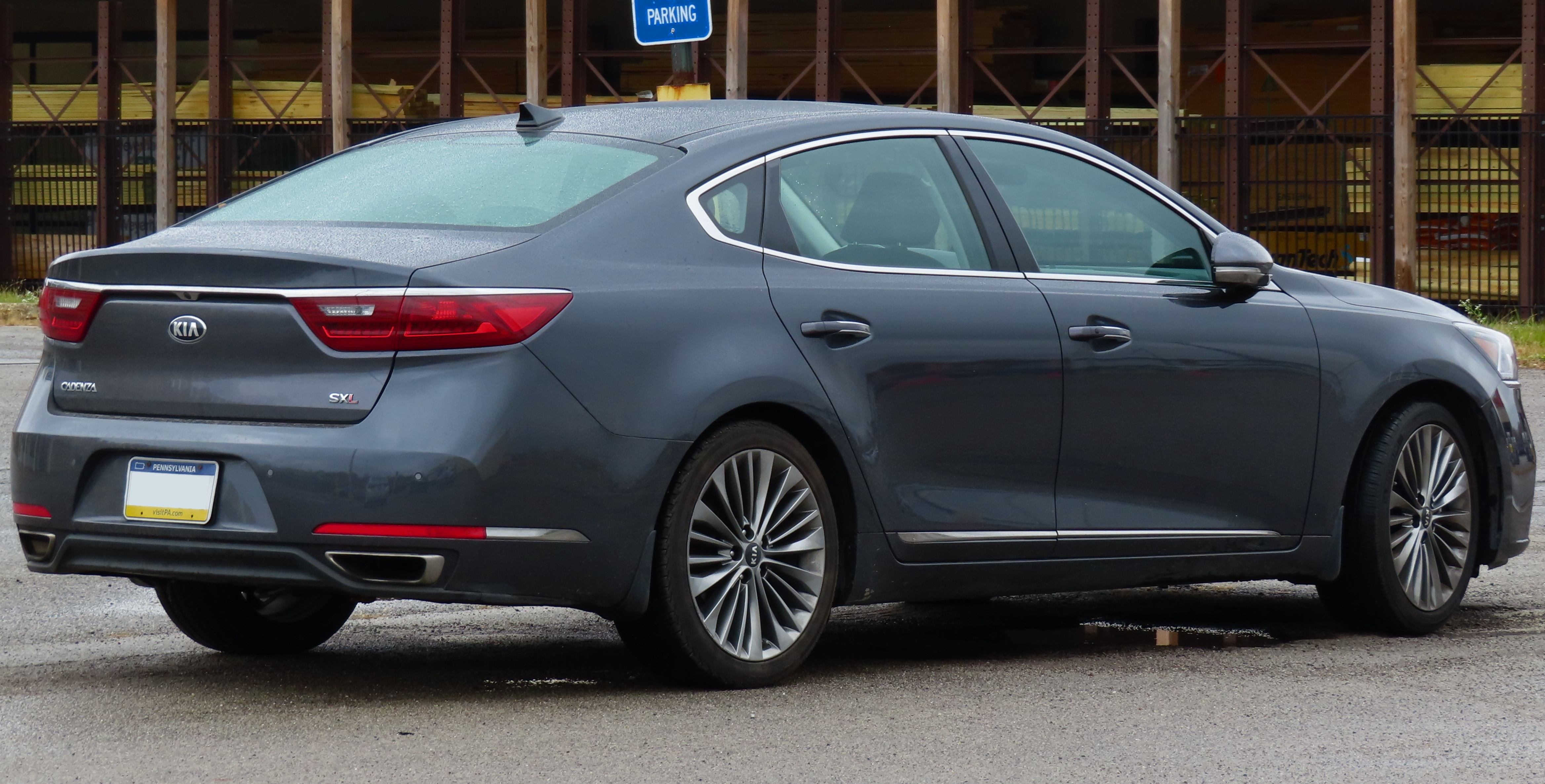
Heckansicht

Die zweite Generation wurde im Frühjahr 2016 auf der New York International Auto Show präsentiert. Das Design des Fahrzeugs stammt wieder von Peter Schreyer. Auch in dieser Generation wird das Fahrzeug in Südkorea als K7 und in anderen Ländern als Cadenza verkauft. In Europa ist der Cadenza wieder nicht erhältlich.
Auf der Chicago Auto Show im Februar 2020 präsentierte Kia eine umfangreich überarbeitete Version des Cadenza. Mit dem Ende des Modelljahrs 2020 stellte Kia den Verkauf des Cadenza in den USA ein.
In Südkorea sind neben vier verschiedenen Varianten mit Ottomotor auch eine Dieselversion sowie ein Otto-Hybrid erhältlich. In den Vereinigten Staaten war hingegen lediglich der stärkste Ottomotor verfügbar.

### Technische Daten
|                                             | K7 2.4 GDI               | K7 2.5 GDi               | K7 3.0 LPI               | K7 3.0 GDI               | K7 3.3 GDI               | K7 2.2 e-VGT             | K7 2.4 HEV                  |
| Bauzeitraum                                 | 2016–2019                | 2019–2021                | seit 2016–2021           | seit 2016–2021           | 2016–2019                | 2016–2021                | 2017–2021                   |
| Motorkenndaten                              |                          |                          |                          |                          |                          |                          |                             |
| Motortyp                                    | R4-Ottomotor             | R4-Ottomotor             | V6-Ottomotor             | V6-Ottomotor             | V6-Ottomotor             | R4-Dieselmotor           | R4-Ottomotor + Elektromotor |
| Hubraum                                     | 2359 cm³                 | 2497 cm³                 | 2999 cm³                 | 2999 cm³                 | 3342 cm³                 | 2199 cm³                 | 2359 cm³                    |
| max. Leistung Verbrennungsmotor bei min−1   | 140 kW (190 PS) / 6000   | 146 kW (198 PS) / 6100   | 173 kW (235 PS) / 6000   | 196 kW (266 PS) / 6400   | 213 kW (290 PS) / 6400   | 149 kW (202 PS) / 3800   | 117 kW (159 PS) / 5500      |
| max. Leistung Elektromotor                  | —                        | —                        | —                        | —                        | —                        | —                        | 38 kW (52 PS)               |
| max. Drehmoment Verbrennungsmotor bei min−1 | 241 Nm / 4000            | 248 Nm / 4000            | 280 Nm / 4500            | 308 Nm / 5300            | 343 Nm / 5200            | 441 Nm / 1750–2750       | 206 Nm / 4500               |
| max. Drehmoment Elektromotor                | —                        | —                        | —                        | —                        | —                        | —                        | 205 Nm                      |
| Kraftübertragung                            |                          |                          |                          |                          |                          |                          |                             |
| Antrieb                                     | Vorderradantrieb         | Vorderradantrieb         | Vorderradantrieb         | Vorderradantrieb         | Vorderradantrieb         | Vorderradantrieb         | Vorderradantrieb            |
| Getriebe, serienmäßig                       | 6-Gang-Automatikgetriebe | 8-Gang-Automatikgetriebe | 6-Gang-Automatikgetriebe | 8-Gang-Automatikgetriebe | 8-Gang-Automatikgetriebe | 8-Gang-Automatikgetriebe | 6-Gang-Automatikgetriebe    |
| Messwerte                                   |                          |                          |                          |                          |                          |                          |                             |
| Höchstgeschwindigkeit                       |                          |                          |                          |                          | 261 km/h                 |                          |                             |
| Beschleunigung, 0–100 km/h                  |                          |                          |                          |                          | 6,9–7,0 s                |                          |                             |
| Leergewicht                                 | 1555–1590 kg             | 1565–1595 kg             | 1640–1650 kg             | 1655–1680 kg             | 1665–1700 kg             | 1675–1710 kg             | 1680 kg                     |
| Kraftstoffverbrauch auf 100 km (kombiniert) | 8,9–9,3 l Super          | 8,4–9,0 l Super          | 13,5–14,1 l Super        | 10,0–10,2 l Super        | 10,0–10,3 l Super        | 6,8–7,1 l Diesel         | 6,2 l Super                 |
| CO2-Emissionen (kombiniert)                 | 150–156 g/km             | 142–153 g/km             | 180–186 g/km             | 168–170 g/km             | 170–176 g/km             | 128–135 g/km             | 97 g/km                     |

## Auszeichnungen
- 2014: International Car of the Year 2014 (ICOTY)[7]